# 在华美国人
在华美国人又名美国人在中国（英語：Americans in China）是指居住在中国的美国人，人口总数约有110,000人。

## 分布
美国人居住在中国主要是：香港特别行政区（48,220，1999年）、北京市（10,000）、广州市（3,200）、上海市（2,382）、沈阳市（555）、成都市（800）。

### 香港特別行政區
自从香港回归后，美国比英国更加发挥了对香港的影响力。香港总商会的会长翁以登就是美国人。此外，美国海军每年有60到80艘舰船访问、停泊香港港口。

### 中国大陆
根据2010年第六次全国人口普查，有71,493美国人居住在中国大陆，美国人是外国人居住中国大陆的第二大数量族群。1994年以来，美国人来中国大陆主要是寻找工作机会。在2000年代末和2010年代初，越来越多的美国人前往中国就业，吸引其来华的原因是中国大陆快速增长的经济和较低的失业率。他们中许多人做英语教学等基本工作，服务中国大陆商人和学生的需求，越来越多的美国人具有计算机方面的技能和经验，他们活跃在金融和其他领域。